# Prosper-Charles Simon
Prosper-Charles Simon (* 27. Dezember 1788 in Bordeaux; † 31. Mai 1866 in Paris) war ein französischer Organist.

## Leben und Wirken
Nach seiner Ausbildung in Bordeaux kam Simon im Jahr 1825 nach Paris, wo er in der Wallfahrtskirche Notre-Dame-des-Victoires, der Grablege von Jean-Baptiste Lully und dessen Familie, mit eigenen Kompositionen und seinem Orgelspiel auf sich aufmerksam machte. Die dortige um das Jahr 1739 von François-Henri Lesclop erbaute Emporenorgel lobte der Orgelbauer Aristide Cavaillé-Coll vor allem wegen ihres von Louis Régnier gestalteten Prospekts als eine der schönsten in ganz Frankreich. Cavaillé-Coll renovierte die Orgel im Jahr 1851. Ein Jahr nach seiner Ankunft wurde Simon zum Titularorganisten dieser Kirche bestellt, eine Position, die er bis zu seinem Lebensende innehatte. Im Jahr 1827 erfolgte eine Berufung zum Professor für Orgelspiel und Harmonielehre.
Ab 1840 wirkte Simon als Organist der Kathedrale von Saint-Denis in der Nähe von Paris. Die Basilika St. Denis bildete seit dem Ende des 10. Jahrhunderts die Grablege fast aller französischen Könige. Die Orgel auf der Westempore war zwischen 1834 und 1840 von Cavaillé-Coll, erbaut und am 21. September 1841 eingeweiht worden und ist bis heute nahezu vollständig im Originalzustand erhalten. Außerdem war Simon als Orgelsachverständiger für die Pariser sowie alle französischen Kathedralenorgeln zuständig.

## Bewertung
In seinem Nouveau Manuel complet de l’Organiste praticien aus dem Jahr 1855 bescheinigte Georg Schmitt, der Titularorganist von St.Sulpice, „dem älteren Kollegen eine besondere Vorliebe für die Verwendung ungewöhnlicher Registrierungen und Effekte, die Gabe, sämtliche Klangfarben einer Orgel bestens zur Geltung zu bringen sowie außergewöhnliche Fähigkeiten im Pedalspiel.“ Schmitt widmete ihm sein Offertoire pour la Pentecôte für Orgel, veröffentlicht in Le Musée de l’Organiste, Bd. I Nr. 15 (Paris : Simon Richault, um 1857).